# Classe Hobart
La classe Hobart est une classe composée de trois destroyers lance-missiles construits pour la Royal Australian Navy. La planification de navires destinés à remplacer les frégates de la classe Adelaide et à succéder aux destroyers de la classe Perth commence en 2000, initialement dans le cadre du projet d'acquisition SEA 1400, renommé ultérieurement SEA 4000. Bien que la désignation « Air Warfare Destroyer » soit utilisée pour décrire les navires dédiés à la défense d'une force navale (ainsi que des objectifs à terre) contre les attaques aériennes et de missiles, les destroyers opèrent également dans les domaines de lutte anti-surface, anti-sous-marine et dans des rôles de soutien aux appui-feux d'artillerie.
La planification du Australian Air Warfare Destroyer (comme la classe est nommée jusqu'en 2006) se poursuit jusqu'au milieu des années 2000, avec la sélection prévue du système de combat Aegis, et d'ASC Pty Ltd (ASC) comme principal constructeur naval en 2005. Fin 2005, l'AWD Alliance est créé en tant que consortium réunissant la Defense Materiel Organization (DMO), l'ASC et Raytheon. Entre 2005 et 2007, le concept de destroyer de la classe Arleigh Burke de Gibbs & Cox et de la frégate de la classe Álvaro de Bazán de Navantia concourent pour la sélection de la prochaine classe de navire midsize de la marine australienne. Bien que de conception plus grande et plus performante, la classe Arleigh Burke ne soit pas privilégiée, les autorités portent leurs choix en juin 2007 sur le concept espagnol car il s'agit d'une conception existante et moins coûteuse, plus rapide et moins risquée à la construction.
Trois navires sont commandés en octobre 2007 et assemblés dans les installations d'ASC à Osborne, en Australie-Méridionale, à partir de 31 tronçons de coques préfabriqués (ou « blocs »). Une option visant à construire un quatrième destroyer est incluse dans le contrat initial mais sera abandonnée. Les entreprises ASC, NQEA Australia et Forgacs Group sont sélectionnées en mai 2009 pour leur construction, mais en deux mois, NQEA est remplacée par BAE Systems Australia. Des erreurs de construction et des retards croissants conduisent l'AWD Alliance à redistribuer la charge de travail de construction en 2011, certains tronçons devant être construits par Navantia. Ces retards croissants repoussent d'au moins trois ans les dates de mise en service initialement prévues pour 2014-2016, le navire principal Hobart étant achevé en septembre 2017, le Brisbane en octobre 2018 et le Sydney en mai 2020. L'AWD Alliance, Navantia et les chantiers navals concernés font l'objet de critiques pour avoir sous-estimé les risques, les coûts et les délais ; des dessins défectueux et de mauvaises pratiques de construction conduisent à des erreurs de fabrication répétées ; les entreprises se rejetant constamment la faute. Le concept d'alliance de construction est contesté car celle-ci manquait de précision quant à la structure de gestion ou d'entité chargée du projet, le DMO agissant simultanément en tant que fournisseur, partenaire de construction et client pour les navires.

## Planification
L'examen de la structure des forces de 1992 contient des plans visant à remplacer les trois destroyers lance-missiles de la classe Perth et quatre des six frégates lance-missiles de la classe Adelaide par des navires de défense aérienne. La proposition initiale – la construction de six frégates supplémentaires de classe Anzac configurées pour la guerre antiaérienne à grande échelle – ne se concrétisera pas car la conception de ces navires est trop petite pour équiper efficacement la totalité des armes et équipements requis. Pour parer ce problème, la marine australienne commence en 1999 la modernisation des navires de type Adelaide afin de combler la capacité antiaérienne manquante lors du retrait prochain des navires de la classe Perth, programmé entre 1999 et 2001,. La modernisation des frégates s'avère provisoire (seuls quatre navires seront modernisés, ceux-ci seront retirés du service au milieu des années 2010), et en 2000, les forces de défense australiennes décident finalement de lancer un projet pour remplacer les trois destroyers de la classe Perth,. L'acquisition des navires dédiés à la guerre aérienne est initialement identifiée comme le projet SEA 1400, puis redésigné Projet SEA 4000.
Le rôle principal du destroyer de guerre aérienne est la défense aérienne d'un groupe opérationnel naval, en plus des moyens à terre et opérant sur le littoral. Bien que spécifiquement conçus pour la guerre aérienne, ceux-ci doivent également être capables de faire face à d'autres menaces et doivent être équipés de missile mer-mer, d'un canon pour l'appui-feu naval des soldats à terre et d'une capacité de lutte anti-sous-marine grâce à des systèmes sonar et anti-torpilles lancées au-dessus de l'eau. Les navires doivent disposer d'un hélicoptère à bord, destiné à la fois à des missions de surveillance et de combat.
En 2004, le ministère de la Défense annonce que la future classe de destroyers de guerre aérienne sera construite autour du système de combat Aegis de la marine américaine. L'utilisation d'Aegis est officiellement approuvée en avril 2005 et Raytheon Australia est intégré au projet, avec la responsabilité d'intégrer le système Aegis dans la conception sélectionnée, combler les modifications pour accueillir les équipements de guerre électronique, les capteurs sous-marins et les armes utilisées par la marine australienne,. En mai 2005, le chantier naval ASC Pty Ltd d'Osborne, en Australie méridionale, est sélectionné comme le principal constructeur naval du projet. Fin 2005, l'AWD Alliance est créé afin d'organiser et mettre en œuvre le projet. L'Alliance est un consortium comprenant la Defence Materiel Organization (DMO), la filiale dédiée au projet d'ASC, et Raytheon.

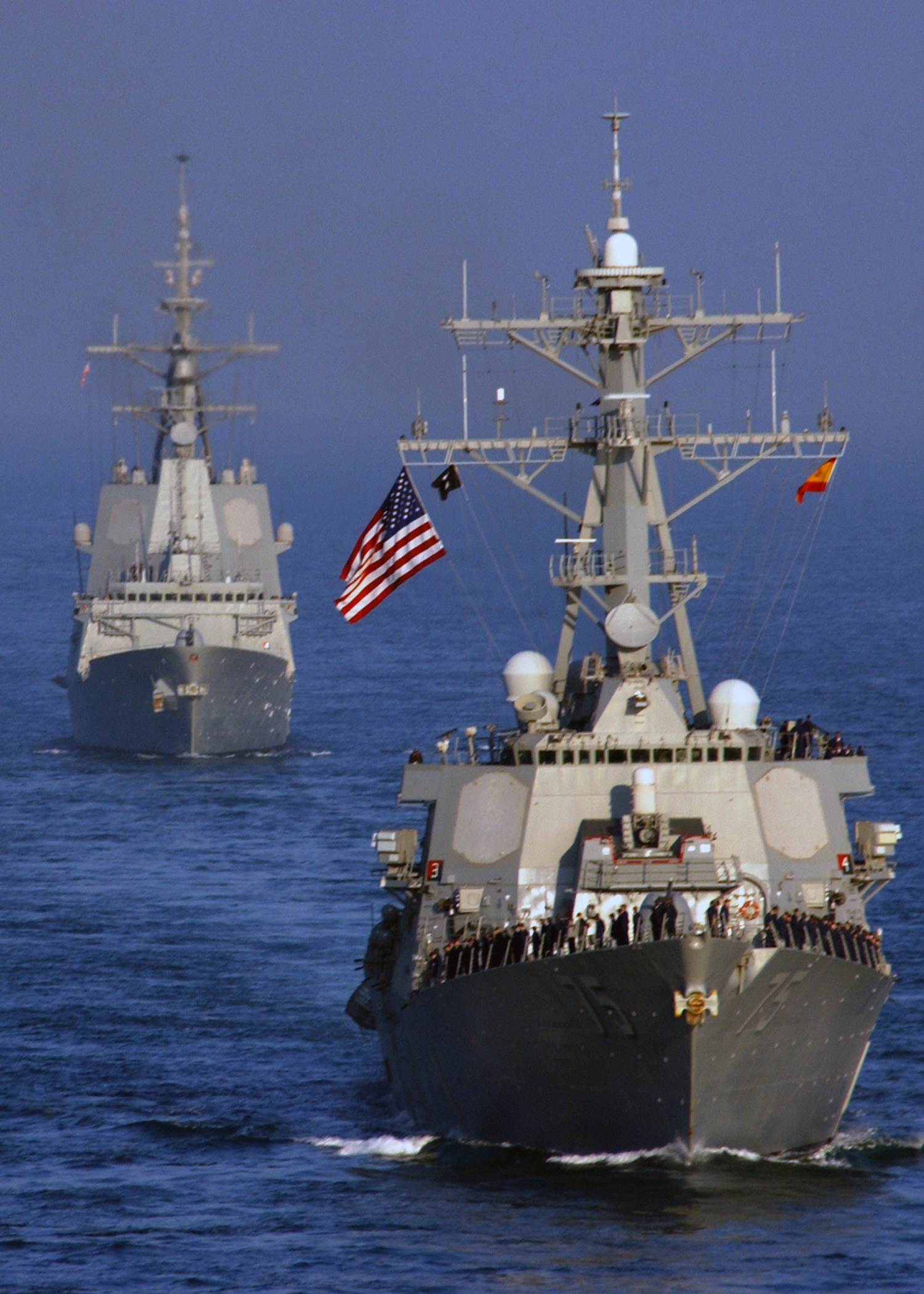
Les deux modèles concurrents pour le futur projet australien : le destroyer de la classe Arleigh Burke (en premier plan) et la frégate de la classe Álvaro de Bazán Álvaro de Bazán (au second plan) en 2005.

Après avoir reçu des offres de Blohm + Voss, Navantia et Gibbs & Cox, entre autres, le gouvernement australien identifie le destroyer de la classe Arleigh Burke Evolved Flight II de Gibbs & Cox comme modèle préféré en août 2005,. La frégate de la classe Álvaro de Bazán, conçue par Navantia, est identifiée comme l'alternative officielle, les deux modèles commençant des modifications et des tests plus approfondis dans le cadre d'un processus de sélection de deux ans,. Les deux modèles de navire sont équivalents dans de nombreux domaines, notamment en termes de longueur, de vitesse et d'armement, bien que la classe américaine s'avère plus grande avec un déplacement de 2 200 tonnes, supérieur à celui de la frégate espagnole, et a des capacités supérieures en termes de rayon d'action (1 300 km de plus), l'équipement d'aéronef (deux embarqués contre un). L'armement primaire est incomparable (1 × 29 silos, 1 × 61 silos (90 silos au total) Mark 41 Vertical Launch System par rapport à un lanceur de 48 silos), et la défense rapprochée (avec un second système d'armes rapproché). Selon le chef de la marine, le vice-amiral Russ Shalders (en), la conception américaine fournira à la marine une plus grande capacité à long terme et offrira de plus grandes possibilités d'améliorations et de modifications prochaines pendant le service des futurs navires. Bien que le destroyer américain demeure l'option préférée, la conclusion du processus de sélection fin juin 2007 voit le modèle Álvaro de Bazán de Navantia sélectionné ; la conception des navires espagnols est considérée comme moins risquée car, contrairement aux Arleigh Burke d'Evolved (qui à ce stade n'existent que sur plans), les navires espagnols sont déjà opérationnels. Les concurrents espagnols sont entrés en service quatre ans plus tôt par rapport aux américains et les autorités australiennes ont chiffré une économie de 1 milliard de dollars australiens à la construction selon les différences de conception, avec des avantages financiers et techniques supplémentaires dans la commande des futurs destroyers australiens et des Landing helicopter dock de la classe Canberra du même fournisseur.
Le contrat pour les navires est signé le 4 octobre 2007. L'accord, portant sur trois destroyers, d'un montant de 8 milliards de dollars australiens, comprend une option d'achat pour un quatrième navire, mais à une date ultérieure. Cette option doit expirer en octobre 2008. Le gouvernement australien chercha à prolonger l'offre jusqu'au début de 2009, afin de revoir les recommandations du livre blanc Defending Australia in the Asia Pacific Century: Force 2030 qui est achevé fin 2008. La Ligue navale d'Australie a toujours soutenu l'acquisition d'un quatrième navire de classe Hobart. Selon elle, une unité supplémentaire demeure relativement bon marché (l'argent pour la conception et les autres coûts de « mise en service » auraient déjà été dépensés) et améliore les capacités de la marine en offrant une flexibilité et une redondance accrues, en particulier en cas de conflit armé semblable à la guerre des Malouines,. Aux côtés de la Ligue navale, l'industrie de défense australienne soutient l'achat d'une quatrième unité, afin de maintenir une cadence de construction pour les travailleurs employés tout en réduisant l'écart avec les prochains grands projets de construction de la Défense (le remplacement de la classe Collins et le remplacement de la classe Anzac,,.
Le ministre australien de la Défense annonce le 20 janvier 2006 les noms que porteront les unités de la classe Hobart : HMAS Hobart (DDG 39), HMAS Brisbane (DDG 41) et HMAS Sydney (DDG 42),. La Ligue navale d'Australie suggère plusieurs noms pour un éventuel quatrième destroyer ; Melbourne, Adélaïde, ou encore Australia,.
En avril 2022, Navantia Australia propose la construction de trois destroyers supplémentaires en raison de retards possibles dans le programme de frégates de la classe Hunter.

## Conception

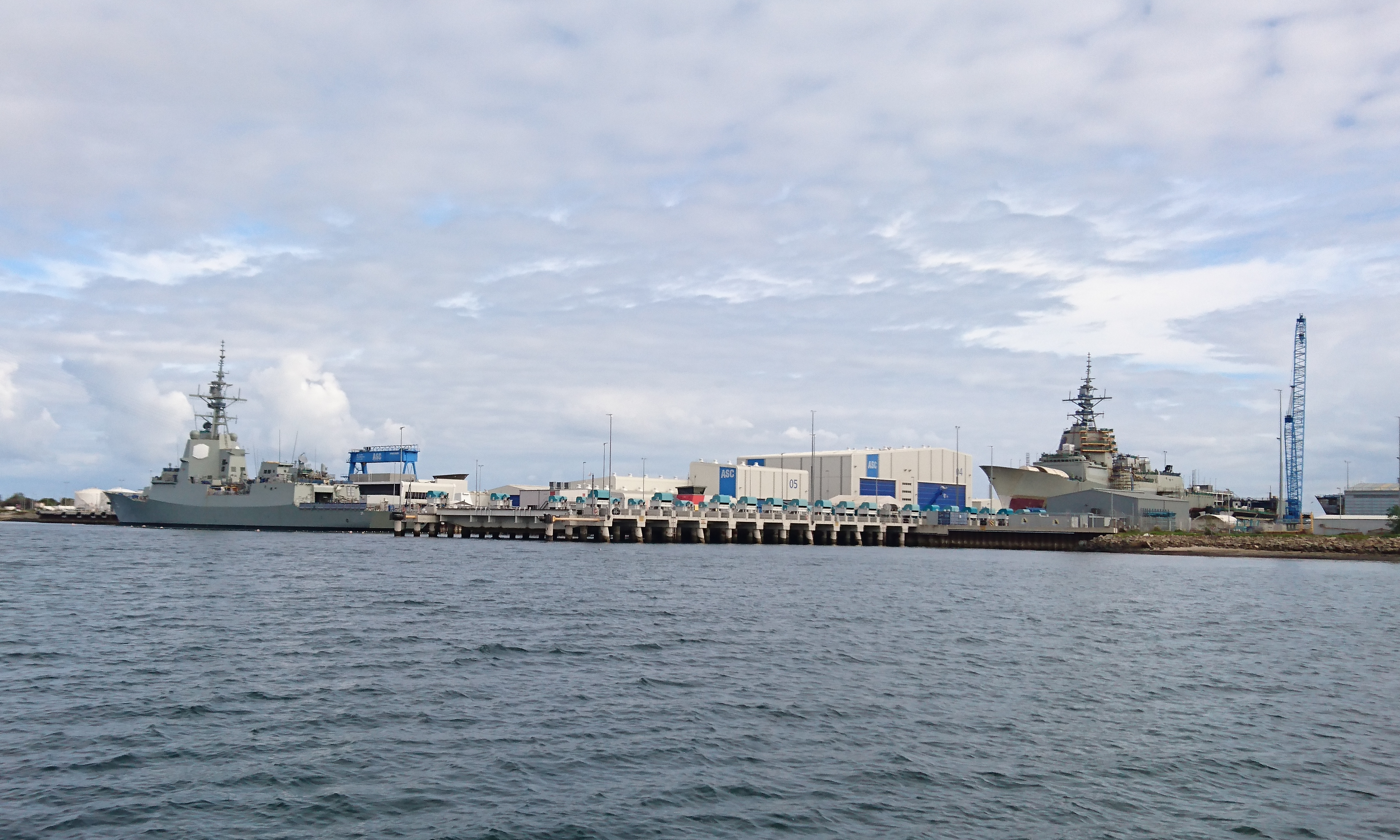
Le HMAS Hobart (à gauche) et le HMAS Brisbane à l'ASC Osborne en juin 2016.

Chaque destroyer a une longueur hors tout de 147,2 m, une largeur maximale de 18,6 m et un tirant d'eau de 5,17 m. À leur lancement, ils ont un déplacement à pleine charge de 6 250 t et ont été conçus pour permettre la modernisation et l'installation de nouveaux équipements, avec un déplacement maximum théorique de 7 000 t.
Les Hobart utilisent un système de propulsion plus puissant que leurs prédécesseurs espagnols. L'ensemble de propulsion combined diesel or gas (CODOG) se compose de deux turbines à gaz General Electric Marine modèle 7LM2500-SA-MLG38, chacune générant 17 500 Kw (23 500 ch), et de deux moteurs diesel Caterpillar Bravo 16 V, chacun fournissant 5 650 Kw (7 580 ch). Ceux-ci entraînent deux arbres d'hélice, équipés d'hélices à pas variable Wärtsilä. La vitesse maximale des navires est supérieure à 28 nœuds (52 km/h), avec une autonomie de plus de 5 000 milles marins (9 300 km) à 18 nœuds (33 km/h) ; bien que n'étant pas assez rapide pour suivre le rythme d'un groupe aéronaval comportant un porte-avions, le RAN est satisfait du compromis vitesse/portée, car l'endurance est plus importante pour les conditions d'exploitation australiennes. Pour les manœuvres au port, chaque destroyer est équipé d'un propulseur d'étrave.
L'équipage du navire standard compte 186 hommes, plus 16 personnes supplémentaires pour l'exploitation et l'entretien de l'hélicoptère du navire. Des logements supplémentaires augmentent l'effectif potentiel maximum à 31 officiers et 203 marins. Les besoins en électricité à bord (alimentation à quai) sont fournis par quatre moteurs diesel MTU connectés aux alternateurs Alconza.

### Armement
L'arme principale de chaque navire est un système de lancement vertical Mark 41 à 48 silos. Ceux-ci sont capables de tirer le missile antiaérien RIM-66 Standard 2 ou le RIM-162 Evolved Sea Sparrow. Selon le livre blanc Force 2030, les lanceurs Mark 41 de la classe Hobart seront probablement capables --tels que construits, ou grâce à des modifications ultérieures-- de tirer le missile antiaérien RIM-174 Standard 6 et le missile de croisière Tomahawk.
Les missiles sont appuyés par deux lanceurs quadruples tubes pour, à l'origine, des missiles antinavires Harpoon, un canon BAE Systems Mark 45 (Mod 4) de calibre 127 mm. Le canon de 127 mm a une portée maximale de 23,6 kilomètres. Ils sont équipés de deux lance-torpilles bitubes Babcock Mark 32 (Mod 9) pour le modèle Eurotorp MU90. Pour une défense rapprochée, les navires transportent un système Phalanx CIWS orienté vers l'arrière, ainsi que deux Bushmasters M242 Mark 38 montées sur des postes de tir Typhoon situés sur la passerelle.
En novembre 2006, le gouvernement australien mène une étude pour déterminer si les navires devront être équipés de missiles antibalistiques, très probablement liées au système de défense Aegis du ministère de la Défense des États-Unis.
Les Hobart transportent une seule version de l'hélicoptère Seahawk, le MH-60 Romeo, ainsi que deux bateaux pneumatiques semi-rigides.
En septembre 2021, le Premier ministre Scott Morrison annonce l'achat de missiles de croisière Tomahawk pour équiper la classe d'une capacité d'attaque terrestre dans le cadre du pacte de sécurité AUKUS,. La vente de missiles Tomahawk à l'Australie est approuvée en mars 2023. Ils doivent être installés d'ici fin 2024.
Les missiles Harpoon sont remplacés par des Naval Strike Missiles à partir de 2024.

### Capteurs et systèmes

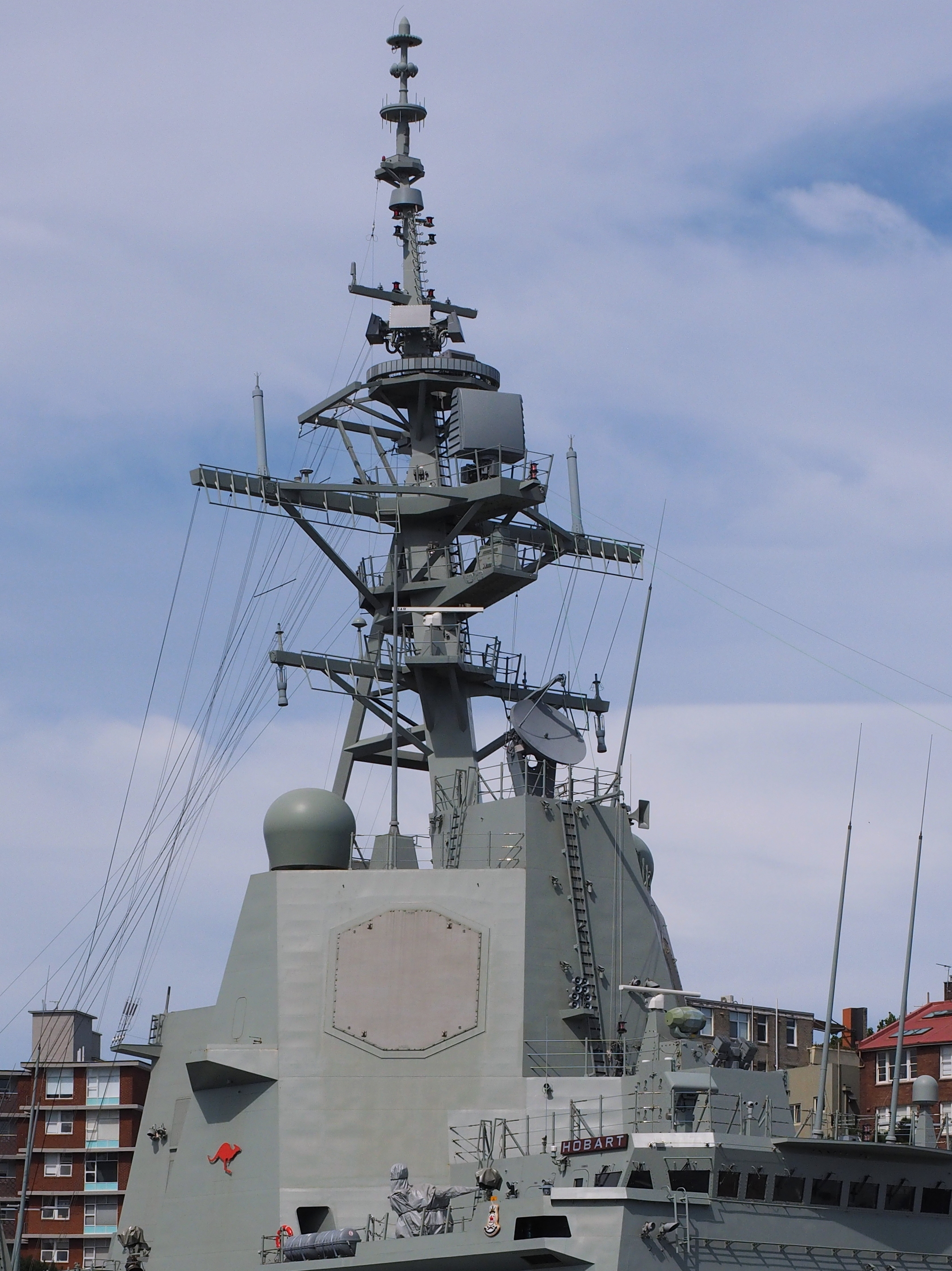
Le mât et la superstructure supérieure du HMAS Hobart montrant de nombreux capteurs du navire.

Les Hobart sont construits autour du système de combat Aegis, en particulier la version Aegis Baseline 7.1 Refresh 2. Le système est « australianisé », bénéficiant de performances accrues face aux menaces non aériennes. Le système alimente l'interface tactique australienne ; six consoles multifonctions capables de gérer les fonctions de sonar, de guerre électronique et de défense rapprochée du destroyer en plus du système Aegis. Le système radar principal est le radar (bande de fréquence S) Lockheed Martin AN/SPY-1 D(V). La combinaison du radar AN/SPY-1D(V), du système Aegis et du Standard 2 permet la destruction d'avions ou de missiles ennemis situés à plus de 150 km.
En plus du radar principal, les Hobart sont équipés d'un radar de recherche d'horizon Doppler à impulsions en (bande X) Northrop Grumman AN/SPQ-9B, d'un système de conduite de tir Raytheon Mark 99 avec deux radars à ondes entretenues AN/SPG-62 pour la direction du missile, et deux radars de navigation (bande de fréquence X) L-3 Communications SAM Electronics. Les navires sont équipés d'un système sonar intégré d'Ultra Electronics, qui comprend un sonar monté sur la coque et un sonar remorqué à profondeur variable constitué d'un réseau de réception actif-passif quadridirectionnel, d'un réseau de détection de torpilles passive et une source sonar remorqué de haute puissance. Les autres capteurs comprennent un directeur électro-optique Ultra Electronics Series 2500, un système de recherche et de suivi IR Sagem VAMPIR et des viseurs d'acquisition de cibles stabilisés Rafael Toplite pour les Typhoon de chaque navire.
Les capteurs de guerre électronique comprennent le radar de mesures de soutien électronique (ESM) ES-3701 d'ITT EDO Reconnaissance and Surveillance Systems, un système de communication ESM SwRI MBS-567A, un récepteur numérique polyvalent Ultra Electronics Avalon Systems et un récepteur basse fréquence Jenkins Engineering Defense Systems. Les contre-mesures comprennent quatre lanceurs pour leurres Nulka, ainsi que quatre lanceurs à six tubes pour leurres radiofréquences, infrarouges et anti-sonar.
L'équipement de communication comprend des radios HF, VHF et UHF, des liaisons de données tactiques Link 11 et Link 16, des terminaux ASTIS MCE (Advanced SATCOM Terrestrial Infrastructure System Maritime Communications Elements) et des équipements Inmarsat.

### Système de contrôle
Le système de contrôle de cette classe est fourni par Navantia et est une version du système de gestion de plate-forme intégrée (IPMS) conçu spécifiquement pour les destroyers de la classe Hobart. La mise en œuvre de l'IPMS de Navantia utilise COMPLEX / SIMPLEX, un système développé par Navantia pour les nouvelles constructions de navires et les modernisations futures. Ce système permet l'automatisation, le contrôle et la supervision de la totalité des équipements installés sur le navire à l'exception du système de combat.
Actuellement au sein de la Royal Australian Navy (RAN), l'IPMS est installé sur les landing helicopter docks de la classe Canberra, les destroyers lance-missiles de la classe Hobart et des navires ravitailleurs de la classe Supply, ainsi qu'à bord de plus de 60 navires de plusieurs marines mondiales.

## Construction
Chaque navire suit une construction préfabriquée modulaire (de 31 tronçons), chaque tronçon pesant en moyenne 200 tonnes et mesurant 15 x 12 x 9 mètres. Les neuf tronçons composant la superstructure avant de chaque destroyer, contenant les équipements les plus sensibles ou classifiés, sont fabriqués par le chantier naval d'ASC Pty Ltd à Osborne, en Australie du Sud, où a lieu l'assemblage final de chaque destroyer,,. Les 22 autres morceaux des navires sont sous-traités. Le 9 mai 2009, deux sociétés sont sélectionnées pour fabriquer les modules supplémentaires : NQEA Australia et (construisant les douze modules de coque) et Forgacs Group (construisant les dix modules de superstructure arrière),. Cependant, courant juin, la NQEA informe l'AWD Alliance que le constructeur naval est en cours de restructuration et pourra rencontrer des difficultés à respecter ses obligations contractuelles. Le ministère de la Défense entame alors des négociations avec NQEA et BAE Systems Australia (présélectionnés lors du processus de sélection initial des sous-traitants) et transfère fin juin l'ensemble des travaux de NQEA à BAE.

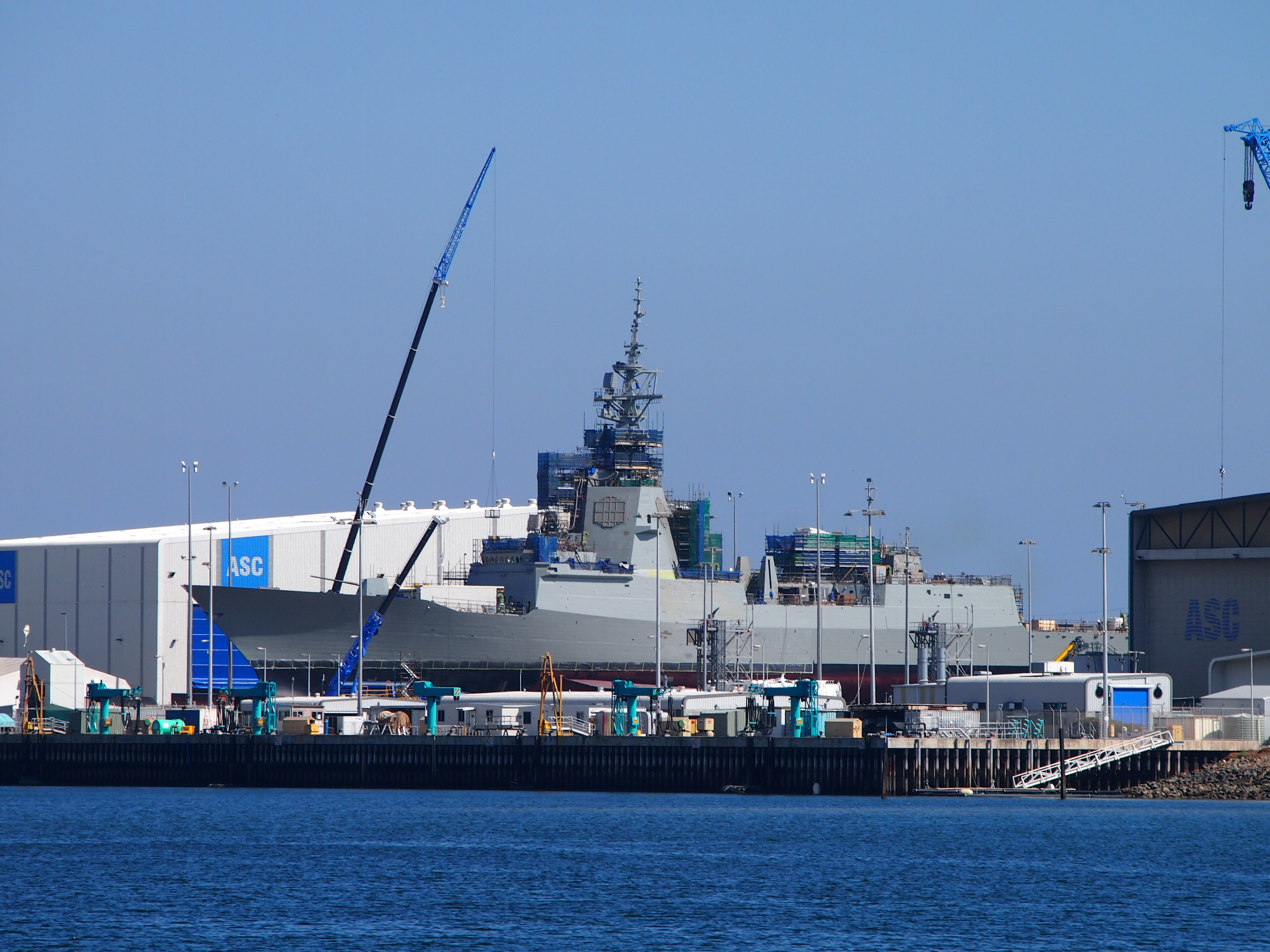
Le Hobart en construction en avril 2015.

En octobre 2010, le tronçon de quille central de 20 x 17 mètres fabriqué par BAE pour Hobart s'est avéré déformé et incompatible avec d'autres sections de coque. La cause des erreurs de fabrication est inconnue : BAE blâme les dessins incorrects du concepteur Navantia, tandis que l'AWD Alliance affirme que les deux autres chantiers navals n'ont pas rencontré de problèmes similaires, le contraire sera prouvé par la suite,,; des erreurs de ce type ont bien été commises par BAE,. Cependant, un rapport de 2014 du Bureau national d'audit australien (ANAO) reproche « des erreurs résultant d'une procédure de transfert de technologie de qualité inférieure (transmission de techniques spécifiques relatives à la conception) et de dessins non localisés par le concepteur Navantia ». Le retard dans la refonte du tronçon de quille retarde la construction d'au moins six mois. Autre problème majeur rencontré lors de la construction du Hobart, 25 % de la tuyauterie interne sera remplacée en raison d'un défaut de fabrication et le tronçon comportant de mât principal est signalé non conforme à la suite de dysfonctionnements dans le câblage et l'équipement du système de combat,. La construction du Brisbane sera également entachée de nombreux défauts nécessitant des retouches.

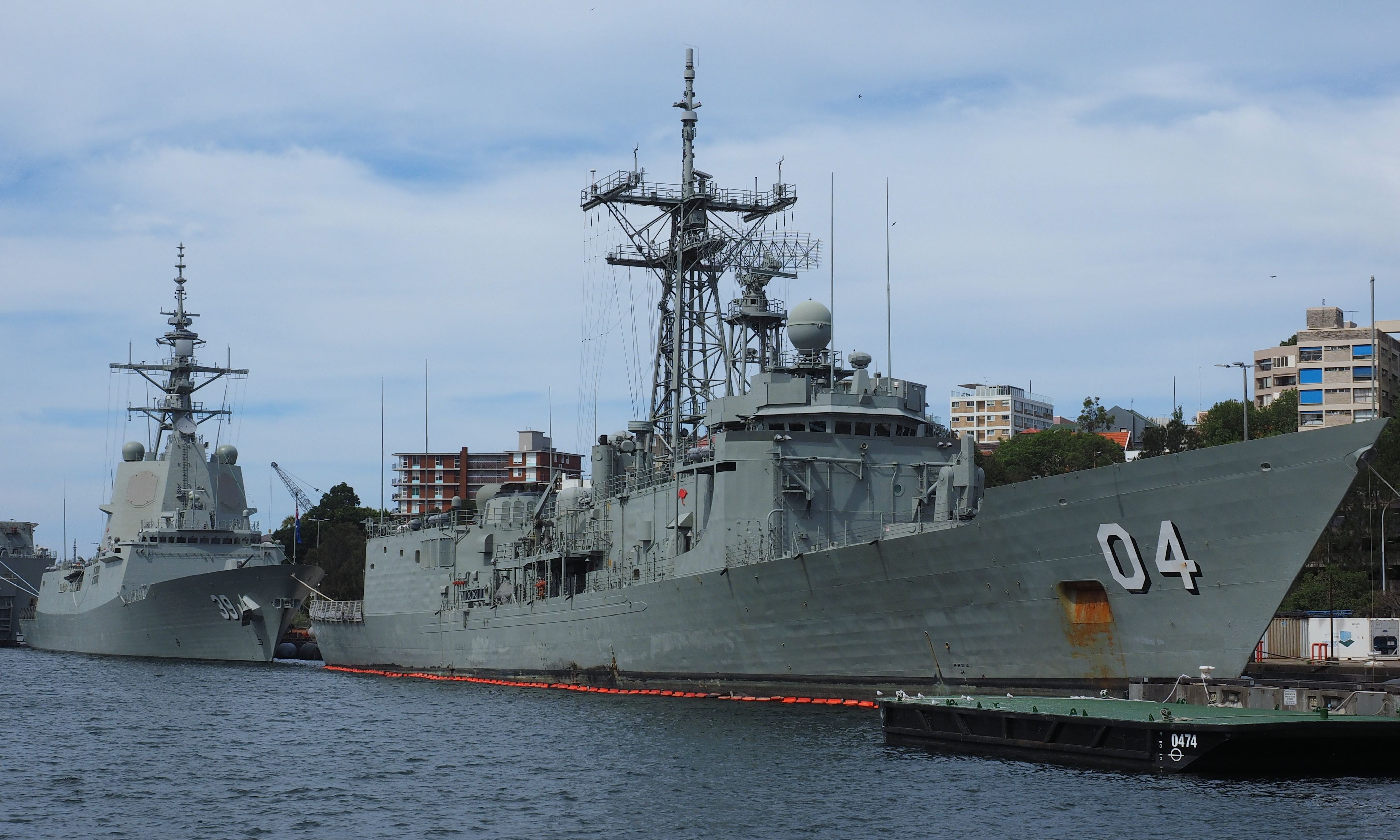
Le Hobart aux côtés du en décembre 2017.

Fin mai 2011, le gouvernement annonce un à deux ans de retard dans la construction du Hobart. Pour ne pas aggraver ce délai, le gouvernement tente de réduire la charge de travail de BAE (qui est également responsable des travaux de superstructure des navires amphibies de la classe Canberra) en redistribuant jusqu'à 13 des 24 tronçons de coque que l'entreprise doit construire pour les deux premiers navires destinés aux deux autres chantiers navals,. De plus, les trois tronçons contenant le sonar monté sur coque de chaque destroyer sont en cours d'assemblage par Navantia en Espagne et au Royaume-Uni, avec la possibilité d'attribution de deux autres morceaux de coque au chantier naval espagnol,. Un délai supplémentaire de neuf mois est annoncé en septembre 2012 ; cela vise à créer une meilleure transition de la main-d'œuvre des destroyers vers les projets de construction navale suivants (remplacement des sous-marins de la classe Collins et des frégates de la classe Anzac) et à réaliser des économies dans le budget fédéral,.
En mars 2014, un rapport de l'ANAO pointe les défaillances du DMO et de l'AWD Alliance pour avoir sous-estimé les risques liés à la reconception des navires et quant aux choix des chantiers navals, ces derniers manquant d’expérience dans le domaine de la construction militaire. Le rapport de l'ANAO critique également le concepteur Navantia et les chantiers navals impliqués dans la construction sur la base de mauvais dessins, des erreurs répétées et de mauvaises pratiques de construction. En raison de nouveaux retards et de coûts croissants, le projet de destroyer de classe Hobart est ajouté à la liste des « projets préoccupants » du gouvernement en juin 2014. Les rapports gouvernementaux de suivi ont identifié des estimations irréalistes de délais et de coûts comme facteurs supplémentaires. Le concept global de l'alliance est dénoncé à plusieurs reprises, sans structure de gestion efficace ni entité responsable (ce qui permet des rejets répétés de reproches entre les différents partenaires de l'alliance, Navantia, et les chantiers navals sous-traitants). Le DMO, dont le statut joue un rôle contradictoire, agit simultanément en tant que fournisseur, partenaire de construction et client des navires,,.

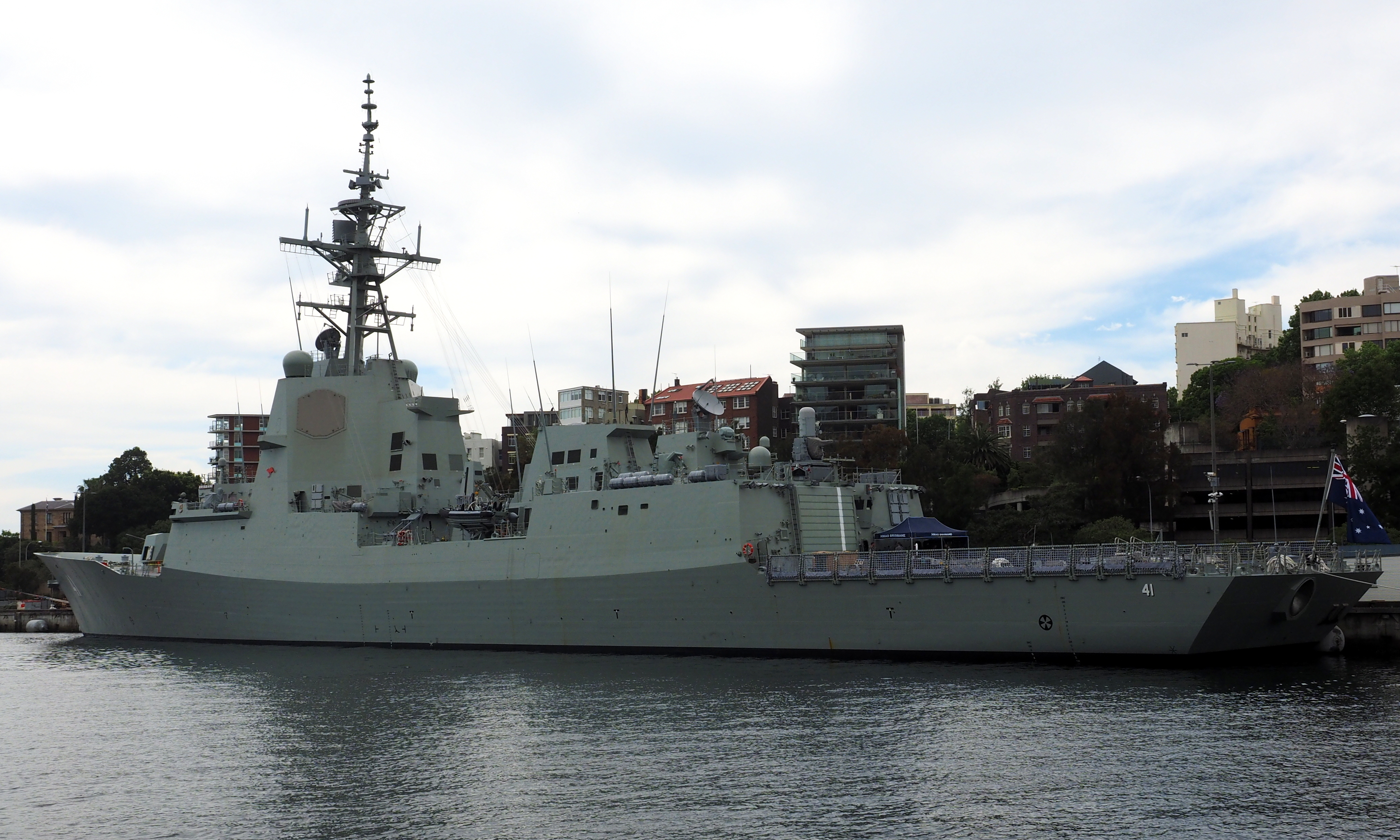
Le Brisbane amarré à Sydney juste avant sa mise en service en octobre 2018.

La quille du Hobart est posée le 6 septembre 2012 et le navire est lancé le 23 mai 2015, avec 76 % de la construction achevée,,. Le Brisbane est mis sur cale le 3 février 2014 et, en octobre 2015, il est achevé à 68 %,. Le Sydney est mis sur cale le 19 novembre 2015 (deux semaines après le retrait du service de la frégate de la classe Adelaide du même nom et à l'occasion de l'anniversaire de la perte du second Sydney pendant la Seconde Guerre mondiale), la fabrication des tronçons s'achevant début 2016,.
À l'origine, les destroyers de la classe Hobart devaient être opérationnels entre décembre 2014 et juin 2017. En septembre 2012, les retards persistants conduisent à réviser les dates d'entrée en service à mars 2016, septembre 2017 et mars 2019. En mai 2015, le DMO annonce un décalage supplémentaire dans le calendrier, le Hobart devant être remis à la marine en juin 2017, le Brisbane en 2018 et le Sydney en décembre 2019. Le coût initial du contrat est d'environ 7,9 milliards de dollars australiens,. En mars 2014, le projet dépasse le budget de 302 millions de dollars australiens. En mai 2015, ce montant est passé à 800 millions de dollars australiens, avec un dépassement de coût minimum prévu d'ici la fin du projet de 1,2 milliard de dollars australiens,.
En février 2018, la classe Hobart est retirée de la liste des « projets préoccupants », après la mise en place de dispositions de réforme à long terme. En mai 2018, le troisième et dernier navire de la classe, le Sydney, est finalement lancé.

## Modernisations
Les trois navires de cette classe seront modernisés pour un coût de 5,1 milliards de dollars australiens. Cela comprend la mise à niveau du système de combat Aegis vers la version 9 ou 10, le remplacement éventuel de l'actuel radar AN/SPY-1D(V) par un radar plus puissant et l'intégration de nouveaux missiles, à savoir le missile sol-air SM-6, le missile de croisière d'attaque terrestre Tomahawk et le missile d'attaque naval,,.

## Navires de la classe
| Nom      | N° de fanion | Constructeur         | Pose de la quille | Lancement        | Commission        | Statut |
| -------- | ------------ | -------------------- | ----------------- | ---------------- | ----------------- | ------ |
| Hobart   | D39          | ASC Pty Ltd, Osborne | 6 septembre 2012  | 23 mai 2015      | 23 septembre 2017 | Actif  |
| Brisbane | D41          | ASC Pty Ltd, Osborne | 3 février 2014    | 15 décembre 2016 | 27 octobre 2018   | Actif  |
| Sydney   | D42          | ASC Pty Ltd, Osborne | 19 novembre 2015  | 19 mai 2018      | 18 mai 2020       | Actif  |

#### Articles de journaux
- Andrew, « AWD, Hobart, MFU or DDGH – What's in a name? », Semaphore, vol. 2010, no 7,‎ septembre 2010 (lire en ligne, consulté le 22 mai 2015)
- Brown, « Spanish designs are Australia's choice for warship programmes », International Defence Review,‎ 28 juin 2007
- Grevatt, « NQEA loses block-building deal for Australian destroyers », Jane's Navy International,‎ 30 juin 2009
- Grevatt, « AWD Alliance admits destroyer contract hit by construction 'difficulties' », Jane's Defence Industry,‎ 26 octobre 2010
- Gulber, « Growth in Strength: The Hobart class AWD », The Navy, vol. 71, no 4,‎ octobre 2009, p. 4–8
- Kerr, « Australia seeks to extend AWD options », Jane's Defence Weekly,‎ 25 septembre 2008
- Pengelley, « Aussie rules: air warfare destroyers push boundaries », Jane's Navy International,‎ 26 septembre 2011
- Shackleton, « Choices and consequences: choosing the AWD design », Australian Defence Magazine,‎ février 2007, p. 20–24
- « Time to bring back the Pride », The Navy, vol. 69, no 4,‎ octobre 2007, p. 2
- Thornhill, « The Case for the Fourth Air Warfare Destroyer », The Navy, vol. 68, no 4,‎ octobre 2006, p. 9–14
- Thornhill, « Force 2030: The Defence White Paper », The Navy, vol. 71, no 3,‎ juillet 2009, p. 8–13

#### Articles de presse
- Australian Associated Press, « Ballistic missile system 'moving closer' », The Sydney Morning Herald,‎ 22 novembre 2006 (lire en ligne, consulté le 16 décembre 2011)
- Australian Associated Press, « Adelaide keel ceremony for destroyer », Ninemsn,‎ 3 février 2014 (lire en ligne [archive du 21 février 2014], consulté le 7 février 2014)
- Cullen, « Work on $8bn destroyer fleet delayed », abc.net.au, 6 septembre 2012 (consulté le 8 septembre 2012)
- Greene, « Companies building multi-billion-dollar warships feared defects would damage their reputations, leaked documents show », Radio National,‎ 9 mai 2015 (lire en ligne, consulté le 22 mai 2015)
- Kerin, « Fourth destroyer still an option: Smith », The Australian Financial Review,‎ 3 décembre 2012 (lire en ligne, consulté le 22 mai 2015)
- McPhedran, « Navy warships project heading for cost blowout », News.com.au,‎ 6 mars 2014 (lire en ligne [archive du 23 janvier 2015], consulté le 22 mai 2015)
- McPhedran, « Destroyer project now three years behind schedule », News.com.au,‎ 3 mai 2015 (lire en ligne [archive du 5 novembre 2015], consulté le 22 mai 2015)
- « HMAS Hobart construction costs overrun by $870m, says AWD Alliance », Naval-technology.com,‎ 15 octobre 2015 (lire en ligne, consulté le 22 octobre 2015)
- « Air Warfare Destroyer project: HMAS Hobart launched, SA Premier calls on Government to trust workers with next generation submarines », Radio Australia,‎ 23 mai 2015 (lire en ligne, consulté le 23 mai 2015)
- « Changes to Air Warfare Destroyer Construction Program », News and Events,‎ 26 mai 2011 (lire en ligne [archive du 1er juin 2011], consulté le 7 juin 2011)
- Sheridan, « Warships cost blows out to $9bn », The Australian,‎ 22 mai 2015 (lire en ligne, consulté le 22 mai 2015)
- Starick, « First look aboard Adelaide-built air warfare destroyer, the Hobart », News.com.au,‎ 21 mai 2015 (lire en ligne, consulté le 22 mai 2015)
- Stewart, « $8bn navy flagship founders after construction bungle », The Australian,‎ 26 octobre 2010, p. 1–2 (lire en ligne, consulté le 6 décembre 2011)
- Stewart, « Overdue and over budget: $8bn destroyer plan in crisis », The Australian,‎ 27 mai 2011 (lire en ligne, consulté le 6 décembre 2011)
- Stewart, « BAE shipyard to blame for destroyer delays: Defence », The Australian,‎ 31 mai 2011
- Walters, « Navy wants upgrade capacity for destroyers », The Australian,‎ 13 mars 2007 (lire en ligne [archive du 12 décembre 2008], consulté le 16 décembre 2011)

#### Communiqués de presse
- « Preferred designer chosen for AWD contract » [archive du 16 mai 2011], Department of Defence, 16 août 2005 (consulté le 6 décembre 2011)
- « Next generation of naval ships to reflect a rich history of service », Department of Defence, 20 janvier 2006 (consulté le 30 septembre 2010)
- « Air Warfare Destroyer added to Projects of Concern list » [archive du 7 juin 2015], Department of Defence Ministers, 4 juin 2014 (consulté le 22 mai 2015)

#### Sites Internet
- « Project Overview », Air Warfare Destroyer Alliance (consulté le 16 décembre 2011)
- « The Hobart Class – Characteristics », Air Warfare Destroyer Alliance (consulté le 16 décembre 2011)